# Johann Adolf Wolff Metternich zur Gracht

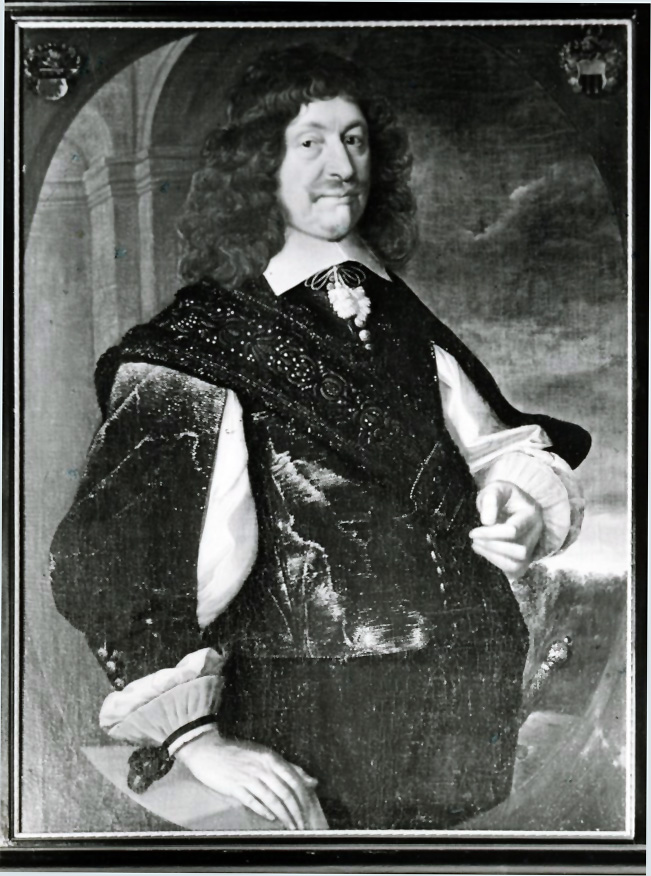
Johann Adolf Wolff genannt Metternich zur Gracht, 1654

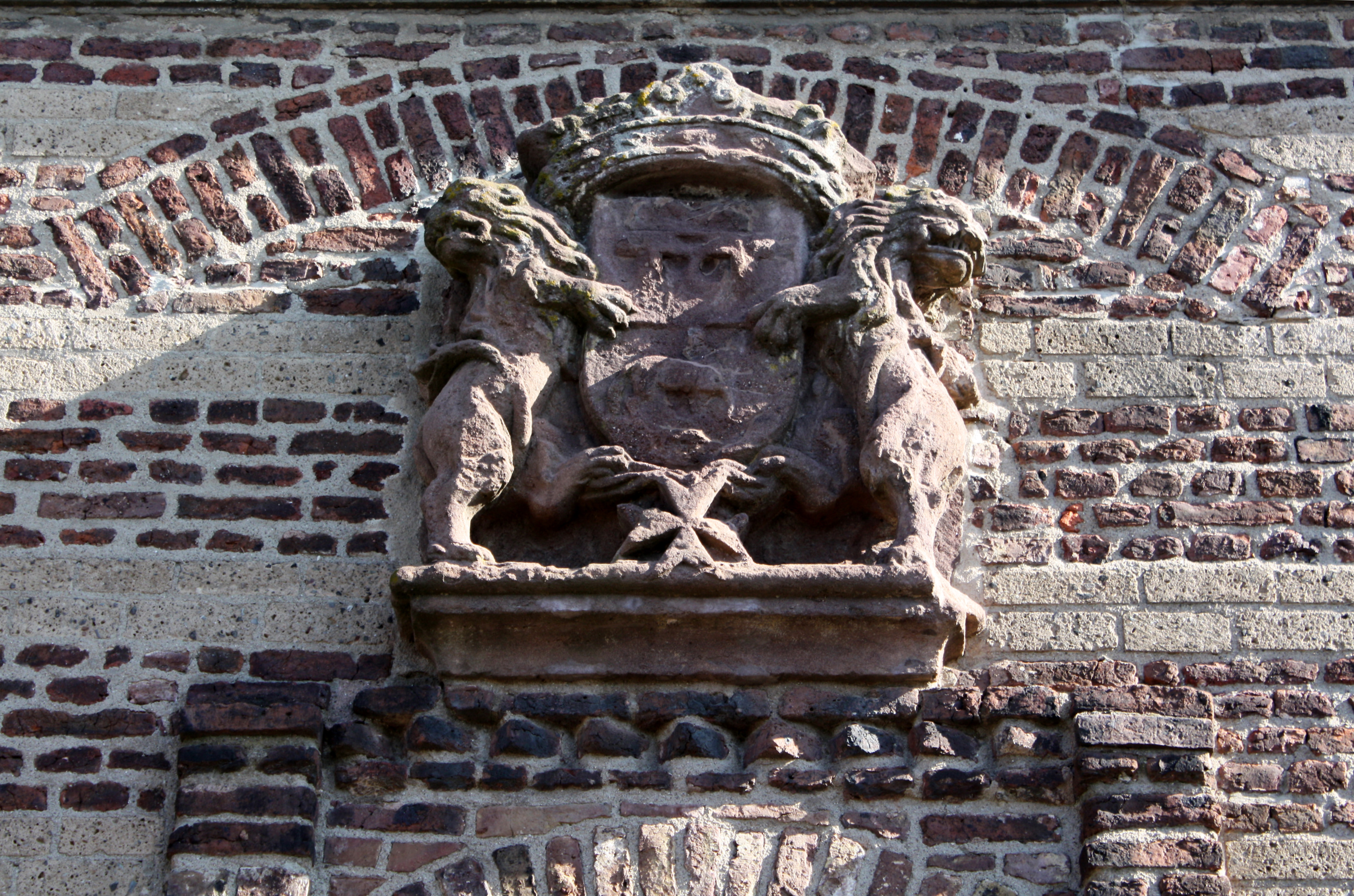
Das von Löwen flankierte Wappen der Familie Wolff Metternich über dem in das Jahr 1669 datierten Westportal der Kirche St. Alban in Liblar

Johann Adolf Wolff genannt Metternich zur Gracht (* 24. Juni 1592 in Köln; † 6. November 1669 ebenda) war ein einflussreicher Hofbeamter im 17. Jahrhundert.

## Geschichte
Aufstieg oder Niedergang der Familien des Niederadels war in der Zeit des Heiligen Römischen Reiches eng mit der Gunst der jeweils regierenden Landesherren verbunden. Diese waren für Johann Adolf Herzog Wolfgang Wilhelm von Jülich-Berg, der Kölner Kurfürst Ferdinand von Bayern und die bayrischen Kurfürsten Maximilian und Ferdinand Maria. Johann Adolf gelang durch seine Tätigkeit an den Fürstenhöfen die Voraussetzungen für den späteren Aufstieg seiner Familie zu schaffen. Dies gelang ihm, anders als Feldherren wie Wallenstein und Aldringen oder Politikern wie Liechtenstein und Eggenberg, in seiner Eigenschaft als Diplomat, der sich bei seinem Kurfürsten, Erzbischof Ferdinand von Köln, ebenso unentbehrlich machte wie bei dessen Bruder, Kurfürst Maximilian I. von Bayern.

## Leben

### Jugend und Studium

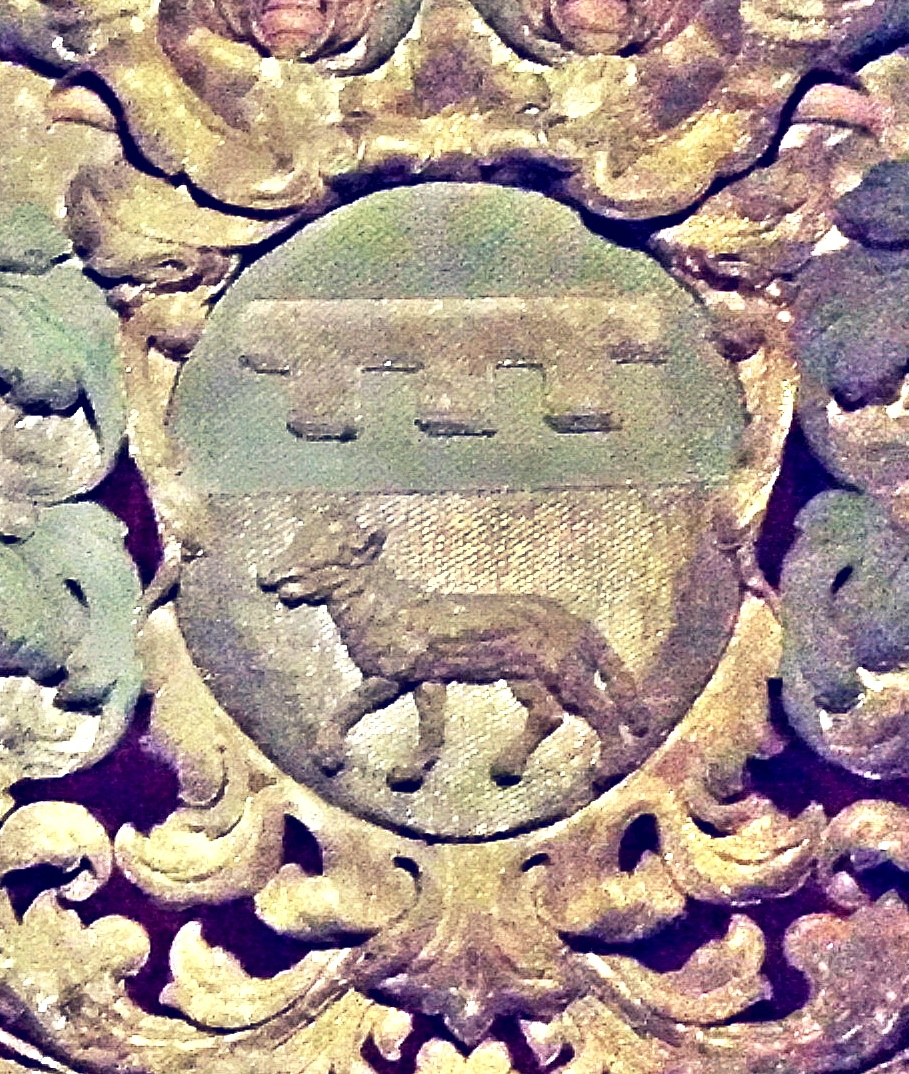
Familienwappen auf einem Pluviale seines Sohnes Johann Wilhelm, im Speyerer Domschatz (um 1690)

Johann Adolf wurde 1592 als einziges Kind des Hermann Wolff genannt Metternich und der Maria von Hochsteden in dem in der Marzellenstraße Kölns gelegenen Stadthaus der Wolff-Metternich geboren.
Als sechsjähriger kam er in das Haus seines Patenonkels, des Domdechanten Adolph Wolff von Metternich zur Gracht, in Speyer. Dieser übernahm nach dem Tode der Eltern Johann Adolfs (1603 der Vater und 1605 die Mutter) die Vormundschaft des Jungen. Johann Adolf besuchte bis 1609 die Speyerer Domschule, in der er, wie auch im Hause seines Patenonkels, eine solide katholische Erziehung genoss; der Onkel war einer der Hauptträger der nachtridentinischen Erneuerung im Bistum Speyer. Ein weiterer Onkel, Pater Wilhelm Wolff von Metternich zur Gracht (1563–1636), leitete als Rektor das Jesuitenkolleg Speyer. Nach einem anschließenden Studium der Rhetorik und Philosophie im französischen Bourges trat der junge Edelmann eine Bildungsreise an, die ihn zu längeren Aufenthalten in die Länder England und die Niederlande führte.

### Verwaltung des Erbes
Nach seiner Vorstellung am Bonner Hof durch den Speyerer Domdechanten im Jahre 1614 begann für Johann Adolf die Zeit des Wartens auf den angestrebten Beruf in Hofdienst. In den folgenden Jahren entwickelte sich der Junker bei der Verwaltung des väterlichen Besitzes zu einem sachkundigen Landwirt, der über die Bewirtschaftung seiner Güter genau Buch führen ließ. Die Durchsicht des Familienarchivs verschaffte ihm einen Überblick über Immobilien und Finanzen.

### Gründung einer Familie

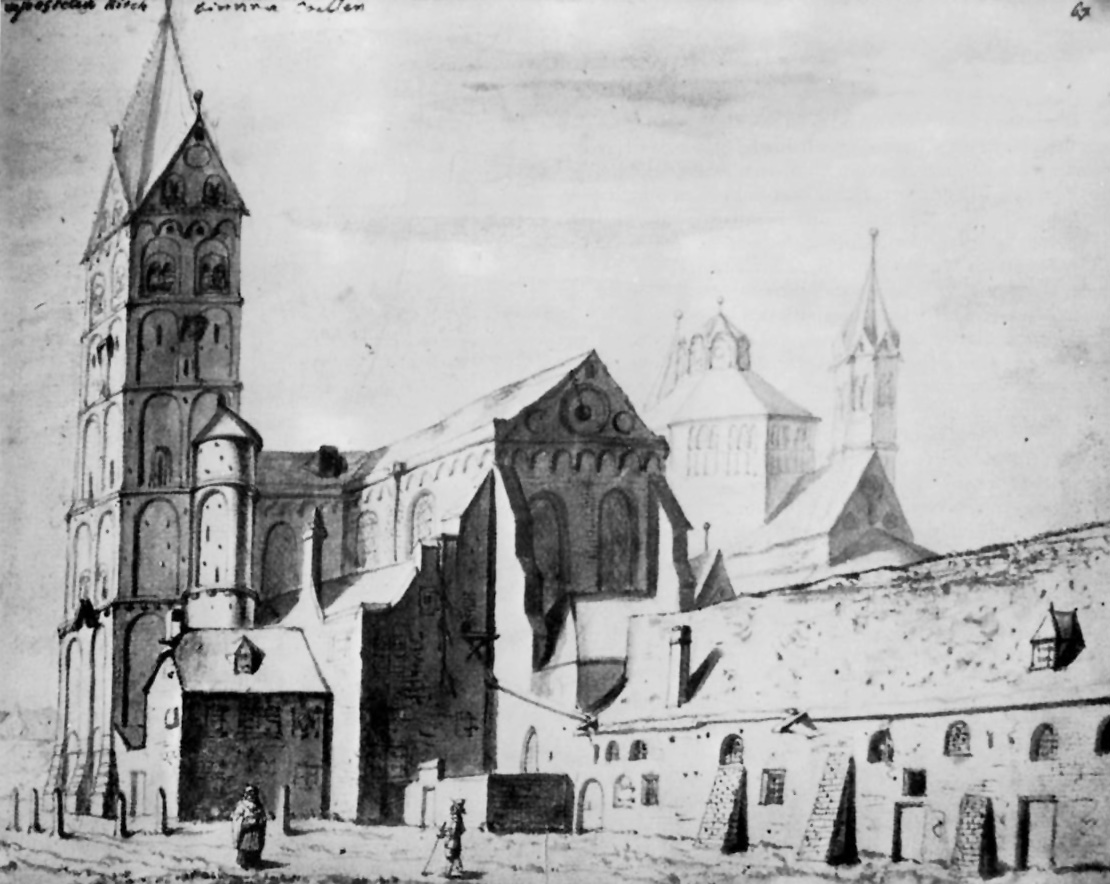
St. Aposteln um 1665

Die von Johann Adolf angestrebte Heirat mit Maria Catharina von Hall, der Erbin von Burg Strauweiler bei Odenthal fand das Einverständnis beider Familien. 1615 wurde vor dem öffentlichen Kirchgang auf dem am Kölner Neumarkt gelegenen Gymnicher Hof der Ehevertrag unterschrieben und gesiegelt. Dort fand auch nach der kirchlichen Trauung in der Kölner Stiftskirche St. Aposteln die Hochzeitsfeier statt.

### Hofbeamter in verschiedenen Kabinetten

#### Geheimer Rat im Kabinett des Herzogs Wolfgang Wilhelm
Auf Johann Adolfs Bewerbungen für den Hofdienst, die er 1622 an die Höfe in Bonn und Düsseldorf richtete, erhielt er aus Düsseldorf einen positiven Bescheid.
Der zum Geheimen Rat ernannte 31-jährige Johann Adolf war von 1624 bis 1627 als bergischer Kriegskommissar in Düsseldorfer Kabinett des jülich-bergischen Herzogs Wolfgang Wilhelm tätig. Er wurde zum Vertrauten des häufig abwesenden Herzogs, als es ihm gelang, zwischen der Ritterschaft und dem Landesherrn zu vermitteln, indem er die Ritterschaft dazu bewegen konnte, die vom Landesherrn geforderten Steuern zu bewilligen.
Obwohl Johann Adolf die Gunst des Fürsten in hohem Maß hatte, war er dennoch bestrebt, den Hof in Düsseldorf im Einvernehmen mit Wolfgang Wilhelm verlassen zu können, um für das bedeutendere Kurköln tätig zu werden. Dieser Wechsel, mit dem eine weitere Karriere begann, vollzog sich, nachdem ihn der Herzog im Oktober 1627 freigegeben hatte. Für seine weitere Verbundenheit mit den Herzogtümern als „Rat von Hause aus“ überwies ihm der Hof jährlich 300 Reichstaler.

#### Geheimer Rat im Kabinett des Kölner Kurfürsten Ferdinand
Vom 1. Januar 1628 bis Dezember 1644 war Johann Adolf als Geheimrat Rat im kurkölnischen Hofdienst in Bonn tätig.
Die Bonner Hofhaltung wurde wegen des befürchteten Vordringens der Schwedens zwischen 1631 und 1636 mehrmals von Bonn nach Köln und wieder nach Bonn verlegt, einem Wechsel, dem sich die Familie Wolff Metternich immer loyal anschloss.

Die Regenten und Dienstherren Metternichs
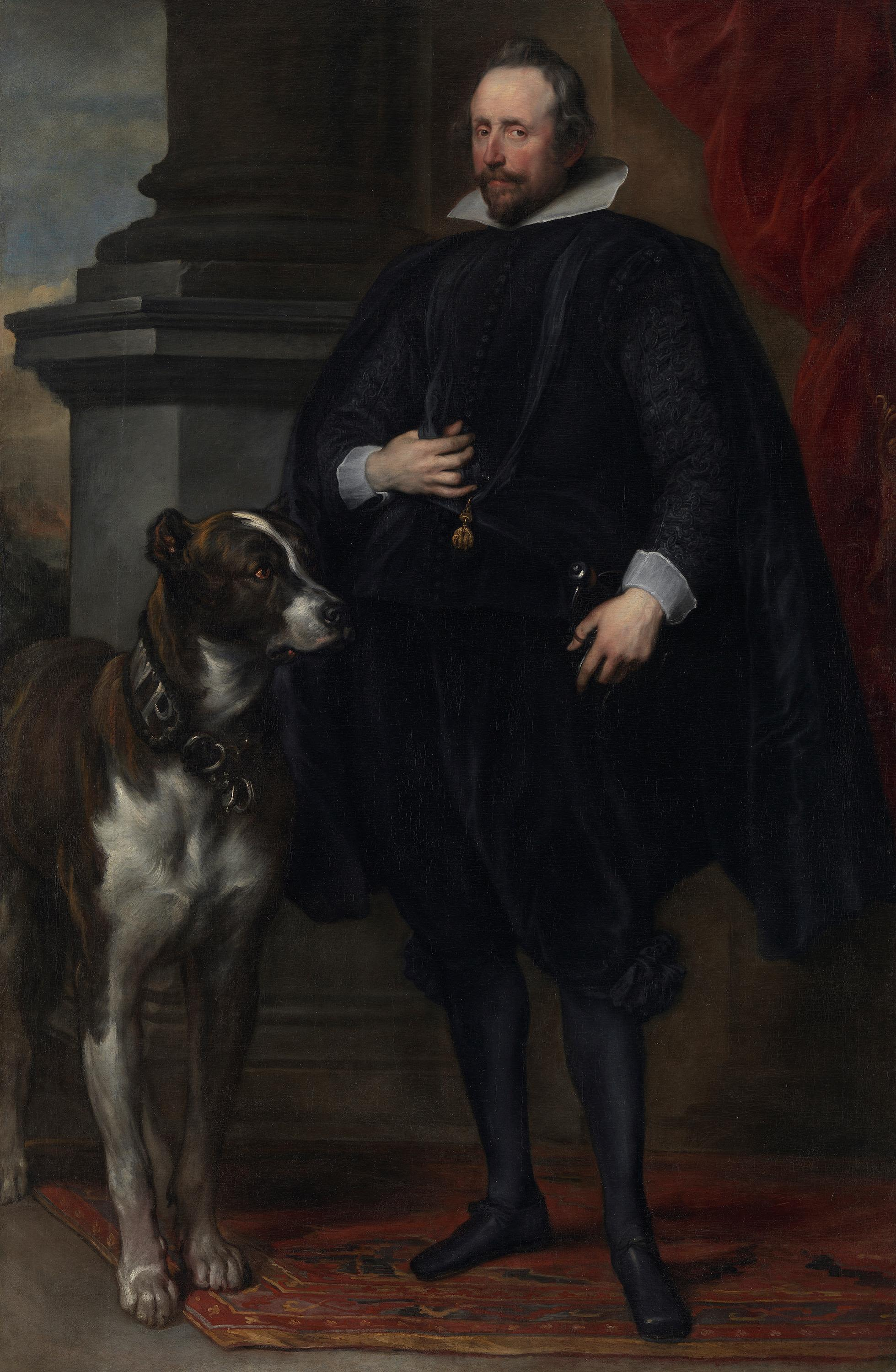
Pfalzgraf Wolfgang Wilhelm von Pfalz-Neuburg (1578–1653)
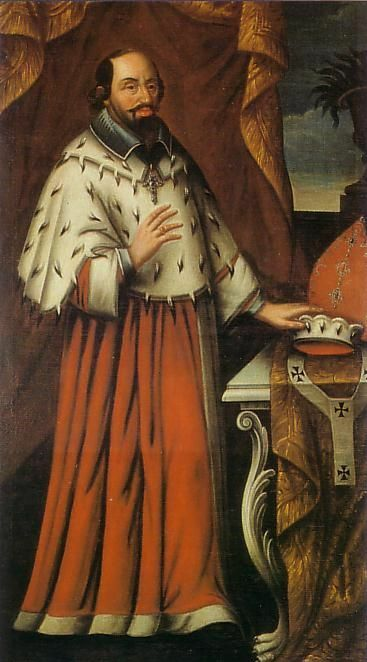
Kurfürst Ferdinand von Bayern (1577–1650)
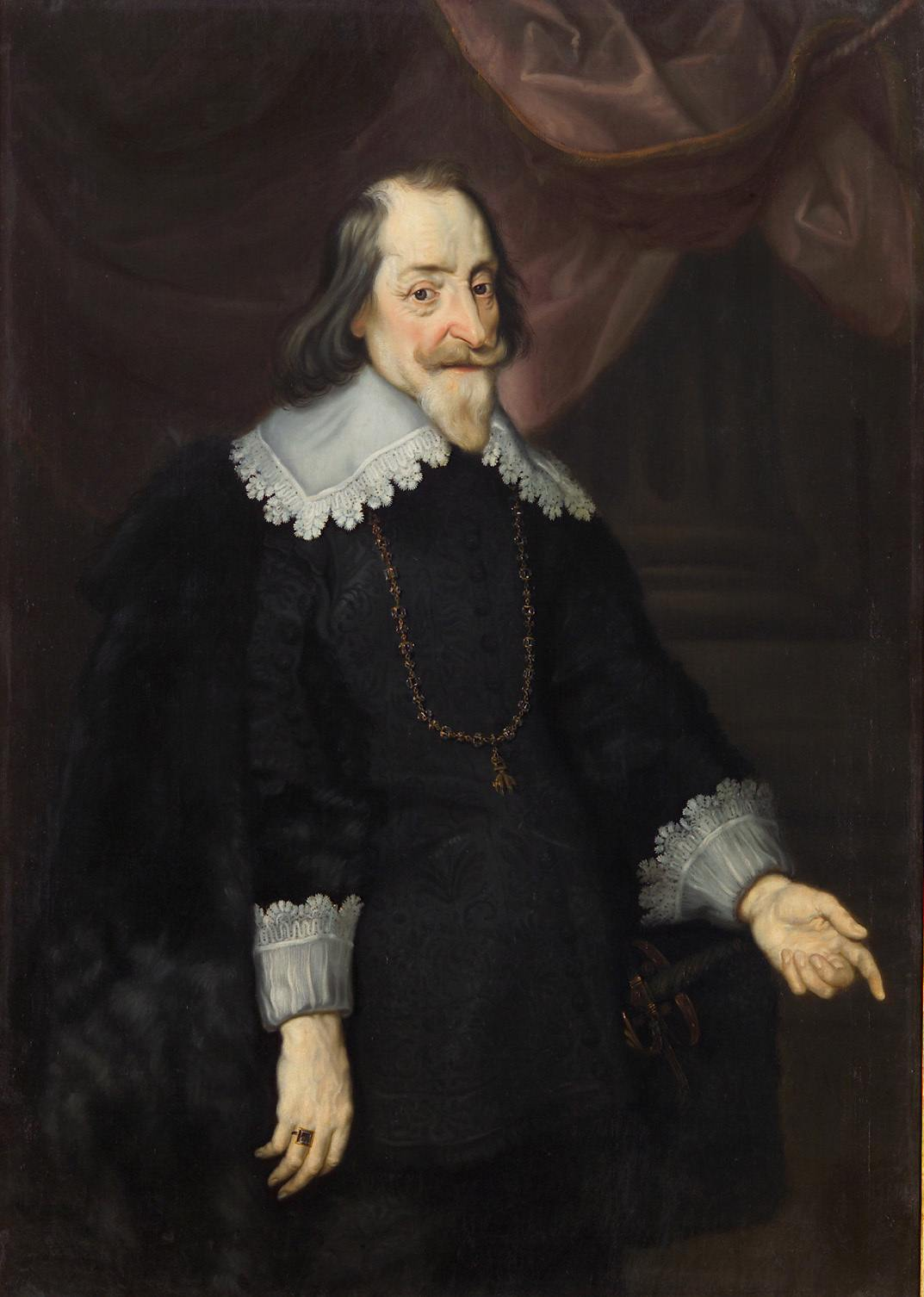
Kurfürst Maximilian I. von Bayern (1573–1651)
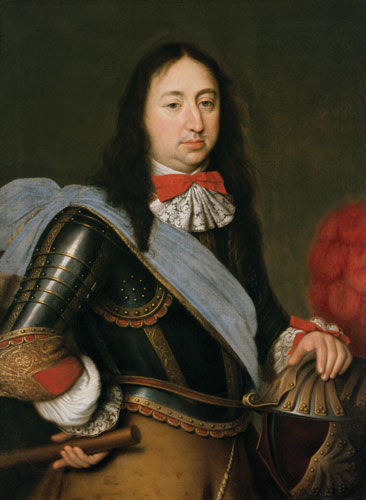
Kurfürst Ferdinand Maria von Bayern (1636–1679)

##### Gesandter des Kurfürsten
Johann Adolfs Verhandlungsgeschick bewog den Kurfürsten, diesem diplomatische Aufgaben zu übertragen. Über mehrere Jahre reiste Johann Adolf als Gesandter zu Tagungen der katholischen Fürsten, zum Kurfürstentag der katholischen Kurfürsten sowie im Gefolge Ferdinand 1636 zum Reichstag nach Regensburg, auf dem die Wahl Ferdinands III. zum römischen König stattfand. Johann Adolfs Position fand dort eine weitere Aufwertung, als er bei den Krönungsfeierlichkeiten statt des Erbmarschalls von Reiferscheid das Schwert in der Scheide vorantrug. Der Reichstag war auch eine Zusammenkunft, um über die Kriegsereignisse am Niederrhein zu debattieren.
Vor dem Kurfürstentag in Bingen 1628 schickte Kurfürst Ferdinand Johann Adolf zu Tilly, dem Feldherrn der katholischen Liga, um ihm die Pläne Kurkölns mitzuteilen, Kaiser Ferdinand vor Wallenstein zu warnen. Johann Adolf gehörte zu der Gesandtschaft, die der Kurfürst Anfang 1632 zu Verhandlungen mit dem französischen Diplomaten Baron Hercule de Charnacé nach Koblenz schickte, durch dessen Vermittlung die Gesandtschaft in der von den Schweden besetzen Kartause eine Audienz beim schwedischen Kanzler Oxenstierna erhielt. Metternich gelang es, Oxenstierna von der Neutralität Kurkölns zu überzeugen und den schwedischen Feldmarschall Graf Gustaf Horn zu bewegen, rheinaufwärts zu ziehen. 1642 weilte er im Auftrag des Kurfürsten zu Verhandlungen am Hof Kaiser Ferdinands in Wien. In persönlichen Audienzen erreichte er die Zustimmung des Kaisers zur Wahl des Koadjutors Maximilian Heinrich von Bayern für Kurfürst Ferdinand, und ein Entgegenkommen des Kaisers auf die Bitte des Kurfürsten Ferdinand, Truppen gegen die französisch-hessischen Heere an den Niederrhein in die Schlacht auf der Kempener Heide zu schicken. Durch Johann Adolfs Vermittlung erhielt der kaiserlich-bayrische Marschall Jan van Werth, der sich nach seiner Gefangenschaft in Wien aufhielt, vom Kaiser 90000 Gulden zur Aufstellung einer neuen Armee, die am Niederrhein eingesetzt werden sollte.

##### Ernennung zum Hofmarschall

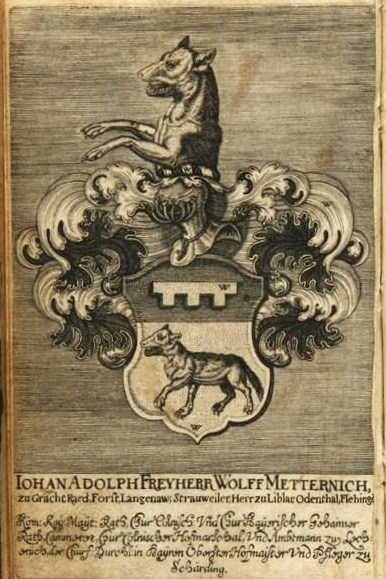
Exlibris des Johann Adolf Freiherrn Wolff-Metternich, zu Gracht, Raed, Forst usw., Römischer Kaiserlicher Majestät Rat, Kur- kölnischer und Kurbayerischer Geheimer Rat, Kämmerer, Kurkölnischer Hofmarschall, und Amtmann zu Lechenich, der Kurfürst- lichen Durchlaucht in Bayern Oberster Hof- meister und Pfleger zu Schärding.

Kurfürst Ferdinand, der in Johann Adolf einen ihm treu ergebenen, vertrauenswürdigen Hofbeamten gefunden hatte, bestallte diesen 1637 zum kurkölnischen Hofmarschall und damit zum Vertreter des häufig abwesenden Obersthofmeister Franz Wilhelm von Wartenberg. Die Dotierung war entsprechend hoch, Johann Adolf erhielt 2344 Reichstaler und, wenn er bei Hof anwesend war, Verpflegung für sich und fünf Bedienstete sowie Futter für acht Pferde. Seine Vorstellung als Hofmarschall war bereits 1636 auf dem Reichstag zu Regensburg erfolgt.

##### Amtmann des Amtes Lechenich
Außer dem Dienst am Hofe des Kurfürsten hatte Johann Adolf auch die Stelle des Amtmanns des kurkölnischen Amtes Lechenich inne, die ihm nach dem Tode des Amtmanns Otto von dem Bongard zu Bergerhausen 1638 zufiel. Dies Amt hatte schon Johann Adolfs Vater verwaltet, es konnte aber nach seinem Tod nicht an seinen minderjährigen Sohn gegeben werden. Nach dem Tod des Amtmannes erfüllte sich Johann Adolfs Wunsch, das nach seiner Meinung traditionell der Familie Wolff Metternich zustehende Amt zu besetzen. In seiner Abwesenheit nahm ein von ihm eingesetzter Amtsverwalter die Aufgaben wahr.
Die „Amtmannsstelle“ der Unterherrschaft des Kölner Stiftes St. Mariengraden in Bliesheim, die sein Vater Hermann und sein Großvater Hieronymus innegehabt hatten, war Johann Adolf schon im Jahre 1629 übertragen worden.

#### Geheimer Rat in Diensten des Bayerischen Hofes

##### Erzieher der Prinzen
Trotz der starken Verbundenheit mit Köln und seinem Umland und der Chance, Nachfolger Wartenbergs und erster Minister in Kurköln zu werden, strebte Johann Adolf den Dienst am bayerischen Hof in München an. Die Verhandlungen verzögerten sich wegen der Bedenken Johann Adolfs Kurfürst Ferdinand zu enttäuschen. Er unterschrieb den Vertrag erst, als er das Einverständnis des Kurfürsten erhalten hatte. Ferdinand zahlte ihm sogar in der Münchener Zeit das Kölner Ratsgehalt von 800 Reichstalern weiter in der Erwartung, dass Johann Adolf die kurkölnischen Interessen am Münchener Hof vertrat.
Dort übernahm er 1645 als Geheimer Rat im Dienste des bayrischen Kurfürsten Maximilian die Aufgabe als Erzieher der Prinzen wie sie sein Patenonkel Adolf Wolff Metternich gehabt hatte.
Er begann seine Tätigkeit 1646 in Wasserburg, wohin die kurfürstliche Familie und in deren Gefolge auch die Familie Metternich wegen der Bedrohung Münchens durch französische und schwedische Truppen geflohen war. Nach den Vorgaben des Kurfürsten erteilte ein Präzeptor den Unterricht, der von Johann Adolf überwacht wurde. Nach der Rückkehr in die Münchener Residenz bemühte sich Johann Adolf um die Erziehung beider Prinzen, Ferdinand Maria und Maximilian Philipp, doch vornehmlich um die des Kurprinzen Ferdinand Maria. Dieser schloss seine schulische Ausbildung im März 1651 mit einem „Examen“ ab. Anschließend wurde er ins höfische Leben und in die Protokollabläufe eingeführt, um auf seine zukünftigen Aufgaben vorbereitet zu sein.

##### Oberstkämmerer
Am Ende des Jahres 1654 übernahm Johann Adolf das ihm angetragene Amt des Oberstkämmerers. Die anspruchsvollen Aufgaben und der strapaziöse Dienst, die Verantwortung für die Sicherheit des Kurfürsten, für die Garderobe, für das Personal, für das Inventar sowie die ständige Anwesenheit am Hofe bei allen Anlässen waren für den mittlerweile 62-jährigen Johann Adolf und seiner angegriffene Gesundheit eine Überforderung. Durch die Vermittlung des Obersthofmeisters, Graf Maximilian Kurtz von Senftenau, entließ Kurfürst Ferdinand Maria im Jahr 1656 Johann Adolf aus seinen Diensten und gewährte ihm statt des bisherigen Gehalts von 4.000 Gulden die Zahlung einer Pension von jährlich 3.000 Gulden.

### Erhebung in den Freiherrenstand
Der wichtigste persönliche Aufstieg Johann Adolfs war die Erhebung in den Reichsfreiherrenstand durch Kaiser Ferdinand II. am 27. Januar 1637. Er erhielt das Freiherrndiplom für sich und seine Erben.

### Lebensstil
Johann Adolf liebte ein prunkvolles Auftreten. Er legte großen Wert auf teure, aufwendig gearbeitete Kleidung, um so seinen Aufstieg zu demonstrieren und sein gesellschaftliches Ansehen zu steigern. Privat reiste er mit vier Pferden, die seinen Status erkennen ließen.
Als angesehener Hofbeamter speiste er häufig in kleinem Kreise mit hochgestellten Persönlichkeiten. Bei Festen in seinen Häusern scheute er als großzügiger Gastgeber keine Unkosten bei der Bewirtung seiner Gäste. Den hohen Kostenaufwand, den die ausgedehnten Gastmähler mit mehreren üppigen Gängen und die stetige Auffüllung seines Weinbestandes verursachten, notierte er sorgfältig, nahm die Kosten aber gelassen hin, da sie ihren Zweck erfüllten.
Die Einladungen hoher Gäste, darunter diplomatische und militärische Prominenz, dienten der Repräsentation und gaben ebenso wie die Essen in kleinem Kreise die Möglichkeit, Verbindungen zu knüpfen oder zu festigen.
Dagegen wurde im eigenen Haushalt sehr sparsam gewirtschaftet und genauestens Buch geführt.

### Neubürger in Köln

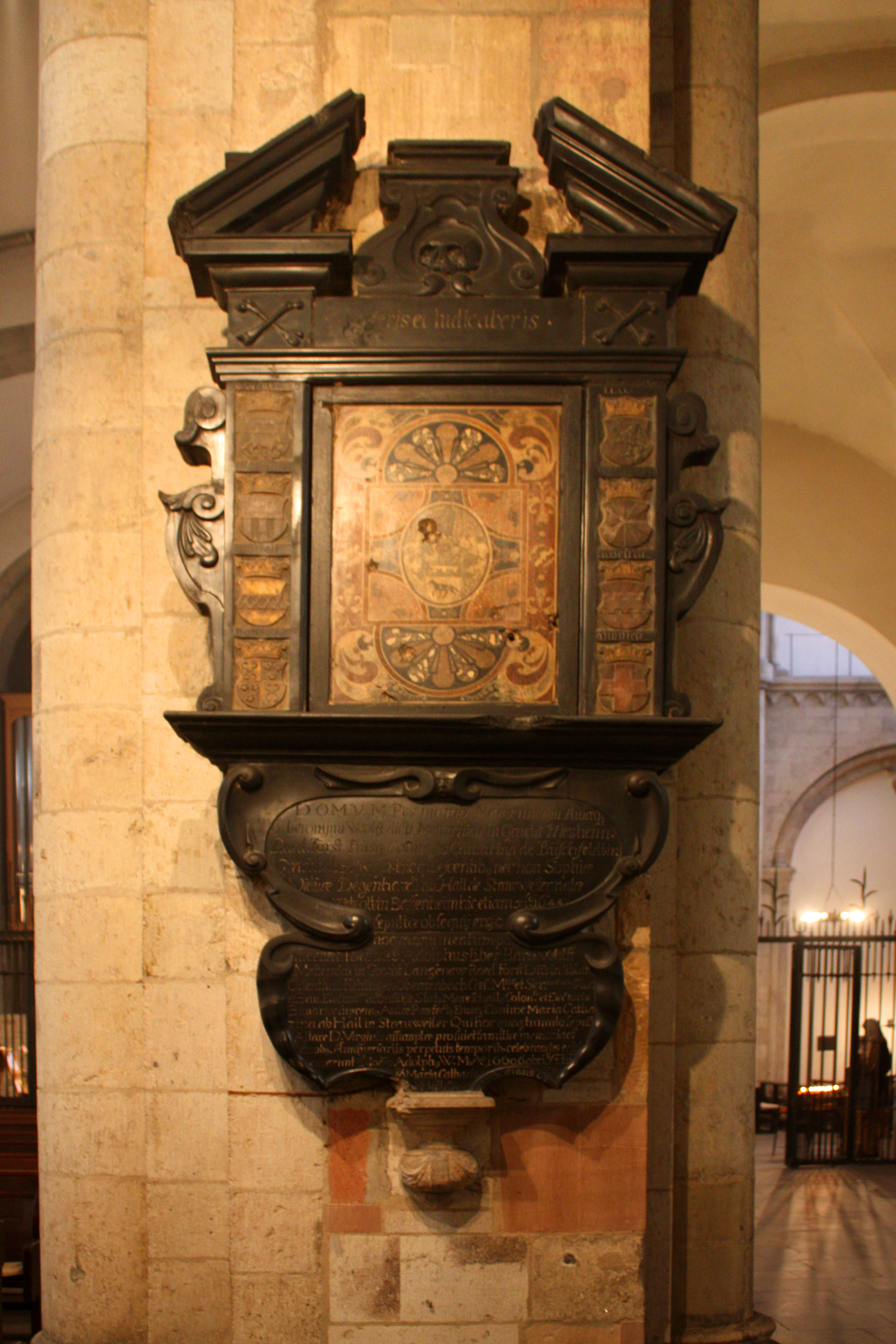
Das von Johann Adolf gestiftete Epitaph in St. Aposteln

#### Kölner Bürgerrechte und Pflichten
Der Erwerb des Kölner Bürgerrechts verpflichtete Neubürger, einer Zunft anzugehören und im Verteidigungsfall für die Stadt einzutreten. Johann Adolf, der im Jahr 1643 das Bürgerrecht und das Recht des Weinzapfs in Köln erhielt, ließ sich in die Gaffel Windeck der Kaufleute einschreiben. Für die Pflicht zur Verteidigung der Stadt zahlte er fünf Reichstaler für den Wachtdienst. Schon zuvor hatte er in der Stadt hohes Ansehen genossen und war gern gesehener Gast auf Banketten der Bürgermeister und anderer städtischer Honoratioren.
Bestimmung der Begräbnisstätte
Johann Adolf bestimmte, dass er selbst und seine Gattin im Familiengrab der Metternichs zu St. Aposteln beizusetzen seien. In der Gruft ruhten bereits seine Großeltern Hieronymus Wolff Metternich und Catharina von Buschfeld sowie seine im Februar 1644 verstorbene Schwiegermutter Sofia von Hall geborene Waldbott von Bassenheim. Auf dem von Johann Adolf gestifteten Epitaph mit den Namen der Verstorbenen war die Fläche für den eigenen Namen und den seiner Gattin vorausschauend freigelassen worden.

#### Stiftungen
Johann Adolfs Erziehung prägte auch sein privates Handeln. Sein nach den damaligen katholischen Wertvorstellungen ausgerichtetes Denken und Handeln sowie die allgemeine Frömmigkeit seiner Zeit zeigte sich im täglichen Gebet, dem Besuch des Gottesdienstes und in der Teilnahme Prozessionen, Wallfahrten und der in Köln besonders ausgeprägten Reliquienverehrung. Dass Johann Adolf den Lehren und Grundsätzen des Ignatius von Loyola verbunden war, zeigte sich in seine Teilnahme an den von Kölner Jesuiten veranstalteten Exerzitien, denen eine anschließende Generalbeichte (confessus generaliter tota vita) folgte.
Den von der katholischen Kirche erwarteten „guten Werken“ gegenüber war er aufgeschlossen. Er spendete Almosen, stiftete Messen, veranlasste Zuwendungen an Orden und Stiftungen in Köln und der Region.
Einige seiner Stiftungen sind erhalten. So eine Kanzel für die Franziskanerkirche Ad Olivas (heute in der Kirche in Paffendorf) und ein Altarbild für einen Altar zu Ehren Mariens für die Kirche St. Aposteln, ein Werk des Künstlers Johannes Hülsmann, das sich heute als ewige Leihgabe am Hochaltar in der Kirche Maria Himmelfahrt in der Marzellenstraße, der ehemaligen Jesuitenkirche, befindet.

#### Wohnsitze, Güter und Liegenschaften der Wolff Metternich
Außer seinem Erbe, dem Stammsitz Gracht mit den beiden Höfen „Grachter Ackerbau“ und „Spürker Hof“, waren die Adelssitze Haus Forst bei Manheim und Haus Raedt bei Liedberg sowie ein Hof zu Meller, größere Ländereien sowie Weingüter zu Sinzig als Trierer Lehen im Familienbesitz. Durch die Ehe Johann Adolfs vergrößerte sich der Besitz der Familie durch das von Hallsche Strauweiler und dem diesem zugehörigen Turmhof in Zündorf sowie weiteren Höfen.

Lageskizze des Clevischen Hofes an der Johannisstraße um 1890

Metternicher Hof „Zur Brücken“, Köln um 1890

Nachdem sein elterliches Stadthaus in der Kölner Marzellenstraße durch Erbgang an Verwandte gefallen war, erwarb Johann Adolf 1618 ein Wohnhaus in der Vilzengasse (heute Richmodstraße).
Ferner besaß er schon zu dieser Zeit mehrere Zinshäuser in Köln, die ihm eine gute Rendite einbrachten.
Während seiner Tätigkeit in Bonn hatte Johann Adolf 1637 mit seiner Familie ein repräsentatives Haus in der Nähe der Bonner Residenz angemietet, den „Gudenauer Hof“ der Waldbott von Bassenheim zu Königsfeld.
1643 bezog die Familie in der Kölner Vorstadt Niederich den Klever Hof in der Johannisstraße, den Johann Adolf mit Erlaubnis des Kurfürsten für 30 Jahre als brandenburgisches Lehen erhalten hatte.
Nach der Rückkehr aus München erwarb er 1660 den „Metternicher Hof auf der Brücken“ (Brückenstraße). Er bestand aus zwei nebeneinander liegenden Häusern, die Johann Adolf miteinander verbinden ließ und durch große Umbauten zu seinem repräsentativen Wohnsitz machte.
Im Laufe der Jahrzehnte hatte Johann Adolf eine Reihe von Lehen und Unterherrschaften erhalten:
- 1633 die kurkölnische Unterherrschaft Liblar
- 1634 die bergische Unterherrschaft Odenthal
- 1637 die pfälzische Unterherrschaft Flehingen
- 1635 das kurkölnische Lehen Langenau an der Lahn
- 1665 das kurkölnische Lehen Wehrden
- 1658 das bayrische Lehen Oberarnbach, das Johann Adolf schon bei seinem Dienstantritt in München versprochen worden war.

Er besaß weiter ein Weingut in Nierstein, den noch heute nach ihm benannten Metternichhof, Weingärten in Bornheim, ein kurpfälzisches Lehen in der Wetterau mit 160 Malter Roggen Einkünften, vom Stift Kronweißenburg das Patronatsrecht in Flehingen und einen Hof mit 100 Morgen genannt das „Pfarrwittumsgut“ zu Lampertheim, Landbesitz zu Oberschlich bei Jüchen als Lehen der Fürsten von Salm-Reiferscheid zu Dyck, die Oberscheider Höfe bei Engelskirchen als Erbe der „Mön“ Maria Quad geborene Wolff Metternich, als kurkölnisches Lehen einen Hof in Linn, das Zündorfer Rheinwerth vom Herzog von Jülich-Berg und vom Kölner Kurfürsten einen Anteil an den Einkünften „eines Vahrdienstes“ der Köln-Deutzer Rheinfähre.
Erhaltung der Unterherrschaften Liblar und Odenthal für die Nachkommen
Johann Adolf, dem der Kurfürst 1630 die Honschaft Liblar für insgesamt 4700 Reichstaler verpfändet hatte, erhielt sie 1633 für sich und seine Erben als Unterherrschaft. Nach dem Tode von Kurfürst Ferdinand sah er deren Weiterbestand gefährdet. Kurfürst Max Heinrich beanstandete die für kirchliche Lehen geforderte päpstliche Genehmigung des Jahres 1631 und verweigerte eine weitere Belehnung. Eine Überprüfung durch eine von der päpstlichen Kurie beauftragte Kommission entschied zu Gunsten Johann Adolfs, sodass die Belehnung fortgesetzt wurde.
Bei der Belehnung mit der Unterherrschaft Odenthal 1634 hatte Herzog Wolfgang Wilhelm sich vorbehalten, die 6000 Reichstaler, die Johann Adolf für die Vergabe der Herrschaft gezahlt hatte, später zurückzuzahlen und damit das Lehen wieder einzulösen. Als Herzog Philipp Wilhelm die Rückzahlung vornehmen wollte, verzögerte Johann Adolf die Einlösung, da er durch die 1636 erfolgte kaiserliche Bestätigung des Lehens nicht befürchtete, Odenthal abgeben zu müssen. Der Prozess, den Johann Adolf angestrengt hatte, war bei seinem Tod noch nicht entschieden, fiel aber zwanzig Jahre später zu Gunsten seiner Erben aus.

### Maßnahmen zur finanziellen Absicherung der Nachkommen

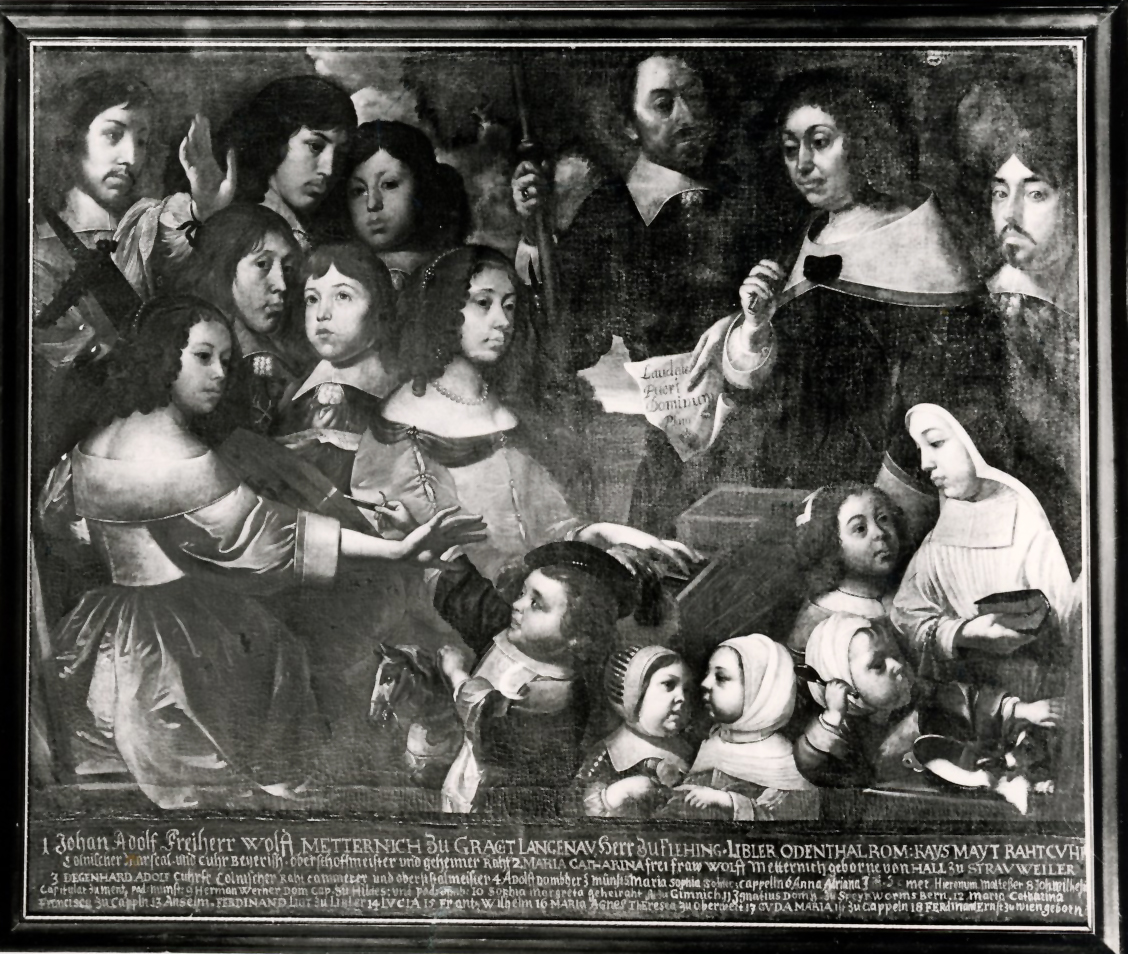
Familienbild, entstanden 1638 bis 1642

Bei allen diplomatischen Aufgaben vergaß Johann Adolf nie seine persönlichen Interessen. Es war damals üblich, politische Aufgaben und private Ambitionen miteinander zu verbinden. Johann Adolf nutzte die sich ihm bietenden Gelegenheiten, maßgebende Beamte an anderen Höfen kennenzulernen, die für ihn persönlich von Nutzen sein konnten. Am kurkölnischen Hofe lernte er den Obersthofmeister und Fürstbischof von Osnabrück Franz Wilhelm von Wartenberg kennen, der zu seinem besonderen Förderer und zu einem fast persönlichen Freund wurde.
Eine seiner wichtigsten Aufgaben sah er in der finanziellen Absicherung seiner Nachkommen. Ihre Ausbildung und weitere Versorgung wurde von ihm vorausschauend geplant.
Von seinen 16 Kindern erreichten 14 das Erwachsenenalter. Davon traten 10 Kinder, sechs Söhne und vier Töchter, in den geistlichen Stand. Von ihnen wurde eine Tochter Äbtissin in St. Maria im Kapitol in Köln, ein Sohn Malteserritter und Komtur der Ordenskommende Herrenstrunden; der Sohn Hermann Werner regierte als Fürstbischof von Paderborn.
Erwerb von Präbenden

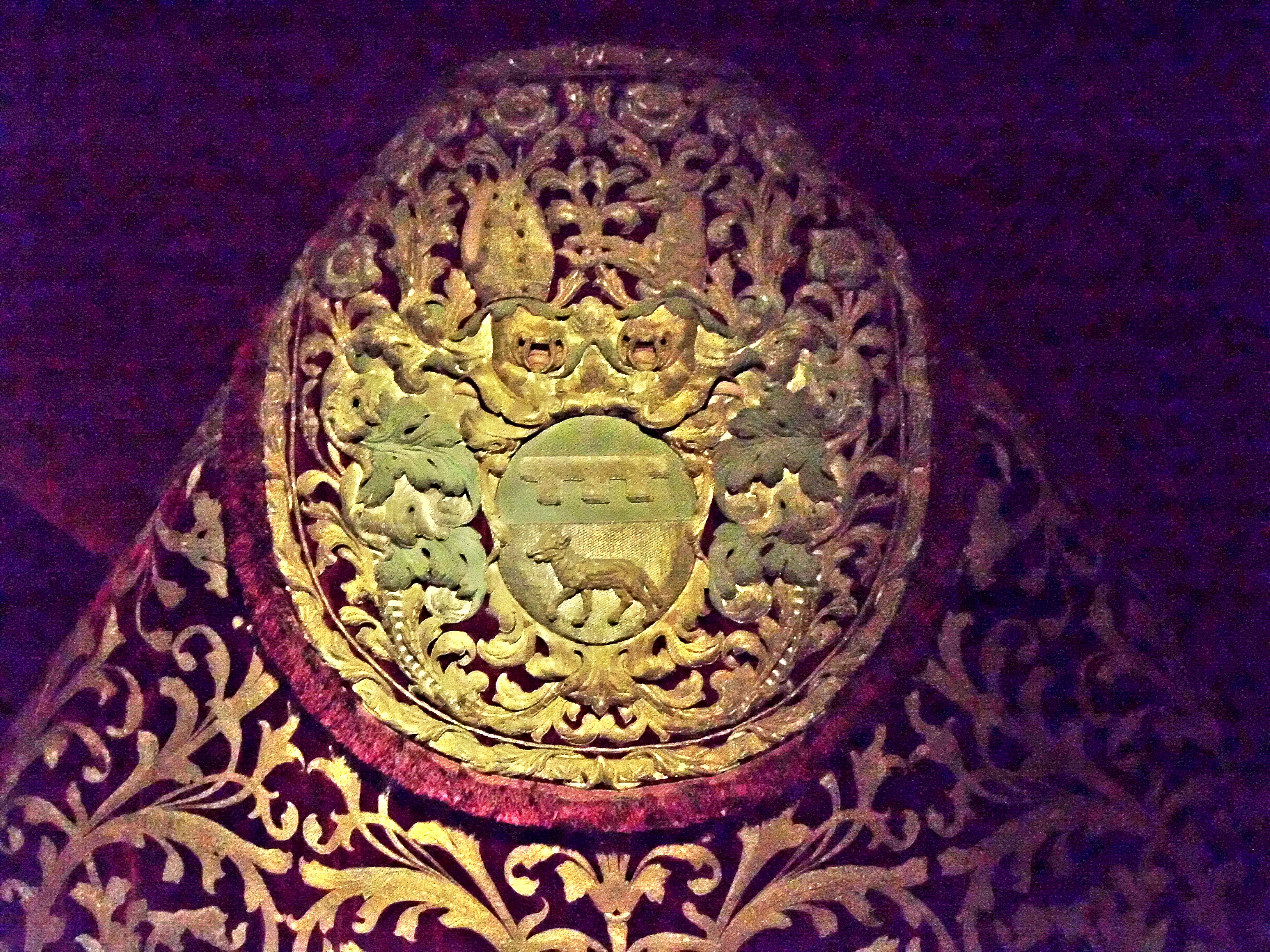
Wappen-Pluviale des Sohnes Johann Wilhelm Wolff von Metternich zur Gracht (1624–1694), Dompropst zu Mainz, im Speyerer Domschatz, Historisches Museum der Pfalz, Speyer

Johann Adolf kannte die Wichtigkeit der Präbenden zur Versorgung seiner geistlichen Söhne. Durch seinen Dienst an den Fürstenhöfen hatte er Kontakte zu hohen geistlichen Würdenträgern, von denen er nicht nur über freiwerdende Präbenden informiert wurde, sondern die sich auch als seine Fürsprecher und Vermittler bei dem Erwerb der Präbenden für seine geistlichen Söhne einsetzten. Im Laufe der Zeit konnte er zahlreiche Präbenden für seine Söhne gewinnen, so in Worms, Hildesheim, Mainz, Münster, Speyer, Bruchsal und Paderborn, die dann gute Einkünfte erbrachten. Dank seiner guten Beziehungen zur kaiserlichen Kanzlei und zur römischen Kurie waren die Präbenden genehmigt worden.
Testament als Fideikommiss
Johann Adolf hatte zwischen 1650 und 1656 von allen Lehnsherren die Erlaubnis erhalten, frei über seine Lehen zu verfügen. Damit war das Fideikommiss bestätigt, mit der die Ehegatten Wolff Metternich 1662 in ihrem Testament über das Erbe bestimmten. Der erstgeborene männliche Nachkomme sollte das Vermögen verwalten und den Besitz „bei Stamm und Namen erhalten“. Die Lehen blieben den nicht geistlichen Söhnen vorbehalten. Die Söhne im geistlichen Stand hatten jedoch Nutzungsrechte an den Allodialgütern. Den Töchtern wurden unabhängig von ihrem Stand eine jährliche Geldzahlung zugestanden.
Der älteste Sohn Degenhard Adolf, dem Johann Adolf die Stammburg Gracht übertragen hatte, wurde der Verwalter des Familienvermögens, eine Aufgabe, die nach seinem Tode 1668 seinen Bruder Hieronymus zufiel.

### Im Ruhestand
Nach der Rückkehr Johann Adolfs im Mai 1656 war sein Rat am Bonner Hof nicht mehr gefragt. Die Brüder Franz Egon von Fürstenberg und Wilhelm Egon von Fürstenberg hatten die Positionen besetzt, die er früher innegehabt hatte.
Er zog sich ins Privatleben zurück und widmete sich seinen Gütern und Finanzgeschäften.
Vor dem Ausbau seiner Landsitze begann er mit dem Wiederaufbau des Turmhofes Zündorf, der zur Burg Strauweiler gehörte. Dann ließ er in Strauweiler, der Stammburg seiner Frau, umfangreiche Umbauten durchführen.

#### Ausbau von Schloss Gracht

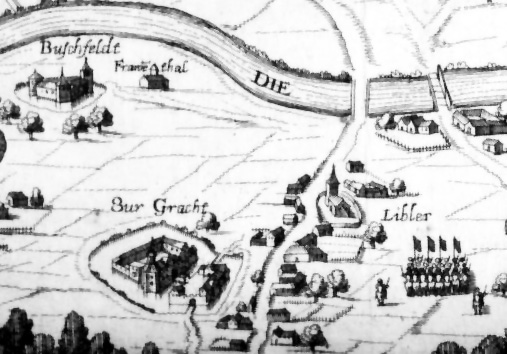
Der Adelssitz „Zur Gracht“ 1642

Auf Burg Gracht, den Stammsitz der Wolff Metternich, war der Freiherr immer wieder gerne und wenn auch nur für kurze Zeit zurückgekehrt. Die 1636 abgeschlossenen umfangreichen Restaurierungsarbeiten am Herrenhaus genügten seinen Ansprüchen jedoch nicht. Im November 1658 begann er mit dem seit 30 Jahren geplanten Schlossbau in Gracht, der in mehreren Bauabschnitten stattfand. Er selbst beaufsichtigte die Arbeiten beim Neubau des Schlosses, das er als schönsten seiner „Landsitze“ bezeichnete.
Ferner wurde der Schlossgarten mit einem Tiergarten ausgebaut. Zur Vergrößerung des Schlossgartens hatte er alle angrenzenden Häuser gekauft und 1637 auch mit Erlaubnis des Kurfürsten Ferdinand die kurkölnische Landstraße, die von Aachen über Lechenich – Liblar – Brühl nach Bonn verlief und in Liblar „Brölische Straße“ genannt wurde, „weiter ins Dorf“ verlegen lassen.

### Die letzten Lebensjahre
Die letzten Lebensjahre verbrachte Johann Adolf überwiegend in Köln im „Metternicher Hof auf der Brücken“. Die Ernennung zum „kaiserlichen Rat von Hause aus“ im Jahre 1660 durch Kaiser Leopold, eine Wiederholung der Ernennung durch Kaiser Ferdinand II. im Jahre 1637 war eine Ehrung, die den alten Herrn erfreute, wie auch 1663 die Ernennung zum „Landhofmeister“ durch Kurfürst Maximilian Heinrich, doch waren diese Titel ohne jeden Einfluss.
Die Ausführung seines letzten Plans, den Neubau einer Kirche zu Liblar, mit dem er 1668 seinen Sohn Hieronymus beauftragt hatte, erlebte er nicht mehr. Er starb in seinem Haus „auf der Brücken“ am 6. November 1669, wie sein Sohn in einem Gebetbuch notierte. Johann Adolf wurde wie seine 1663 verstorbene Frau in Köln in der Kirche St. Aposteln in der Familiengruft beerdigt.

### Nachkommen
Mit seiner Gattin Maria Catharina von Hall hatte Johann Adolf Wolff Metternich zur Gracht 16 Kinder. Dies waren:
- Degenhard Adolf (1616–1668), Amtmann von Lechenich, Inhaber der Stammburg Gracht
- Adolf (1618–1641), Domherr zu Münster und Malteserritter
- Sophia Maria (1619–1625), Augustinerchorfrau im Stift Schillingscapellen
- Anna Adriana (1621–1698), Kanonisse, Äbtissin zu St. Maria im Kapitol, Köln
- Hieronymus (1623–1680), Domherr in Worms, Malteserritter, Amtmann von Lechenich
- Johann Wilhelm (1624–1694), Domdekan in Mainz, Dompropst in Mainz, Paderborn und Münster
- Hermann Werner (1625–1704), Fürstbischof von Paderborn
- Sophia Margaretha (1627–1667), ⚭ 1644 mit Adolf von Gymnich
- Ignatius (1630–1688), Domdekan in Speyer
- Maria Catharina Franziska (1631–1669), Augustinerchorfrau im Stift Schillingscapellen
- Anselm Ferdinand (1633–1634)
- Lucia (1634–1691), ⚭ Dietrich Adolf von Metternich zu Winnenburg
- Franz Wilhelm (1636–1654), Soldat, fiel in Kreta, im Kampf gegen die Türken
- Maria Agnes Theresia (1637–1701), Nonne im Kloster Hoven, später in Nonnenwerth
- Gutta Maria (1639–1692), Augustinerchorfrau im Stift Schillingscapellen
- Ferdinand Ernst (1642–1680), Domdekan in Osnabrück

## Einrichtung eines Familienarchivs
In dem von Johann Adolf in Köln eingerichteten Familienarchiv wurden sowohl seine Urkunden und Akten als auch die seines Vaters und Großvaters aufbewahrt. Die wichtigsten Dokumente, die ein von ihm beauftragter Schreiber kopierte, ließ er nachträglich beglaubigen. Die 1634 angefertigten vier neuen würfelartigen Schrankteile, die übereinander gestapelt wurden, hatten zwei verschließbare Türen, hinter denen sich jeweils sechs Schubladen befanden. Die Schrankelemente waren durch seitlich angebrachte massive Griffe bei Umzügen gut transportabel.
1650 führte Johann Adolf eine neue Registraturordnung ein, mit der die Archivalien des Familienarchivs in den vier Schrankelementen, (die auch als „Kisten“ bezeichnet wurden), systematisch aufgeteilt wurden. Die Unterteilung der Schriftstücke gliederte sich in folgende Bereiche: Dokumente den landesherrlichen Dienst betreffend, Familiendokumenten, Schriftstücke zu den eigenen Gütern, Akten zur Vermögensverwaltung, sowie Alltägliches, wozu auch die Korrespondenz und sonstiges seine Kinder betreffendes Schriftgut gehörte.
Die umfangreichen Archivalien der Familie wurden in der Folge durch die Nachkommen Johann Adolfs weiter ergänzt. Im Laufe der Zeit gelangten sie von Köln nach Schloss Gracht und blieben dort bis zum Verkauf des Schlosses im Jahr 1957. Heute wird der größte Teil des etwa 800 Akten und fast 1000 Urkunden umfassenden Archivs in dem seit 1996 bestehenden Archivmagazin der vereinigten Adelsarchive im Rheinland e. V. auf Schloss Ehreshoven aufbewahrt, ein kleiner Teil, Strauweiler und Odenthal betreffend, befindet sich im Archiv des Schlosses Strauweiler. 1997 erfolgte bei der Archivrevision eine neue Zählung der 1922–1925 verzeichneten Urkunden und Akten.

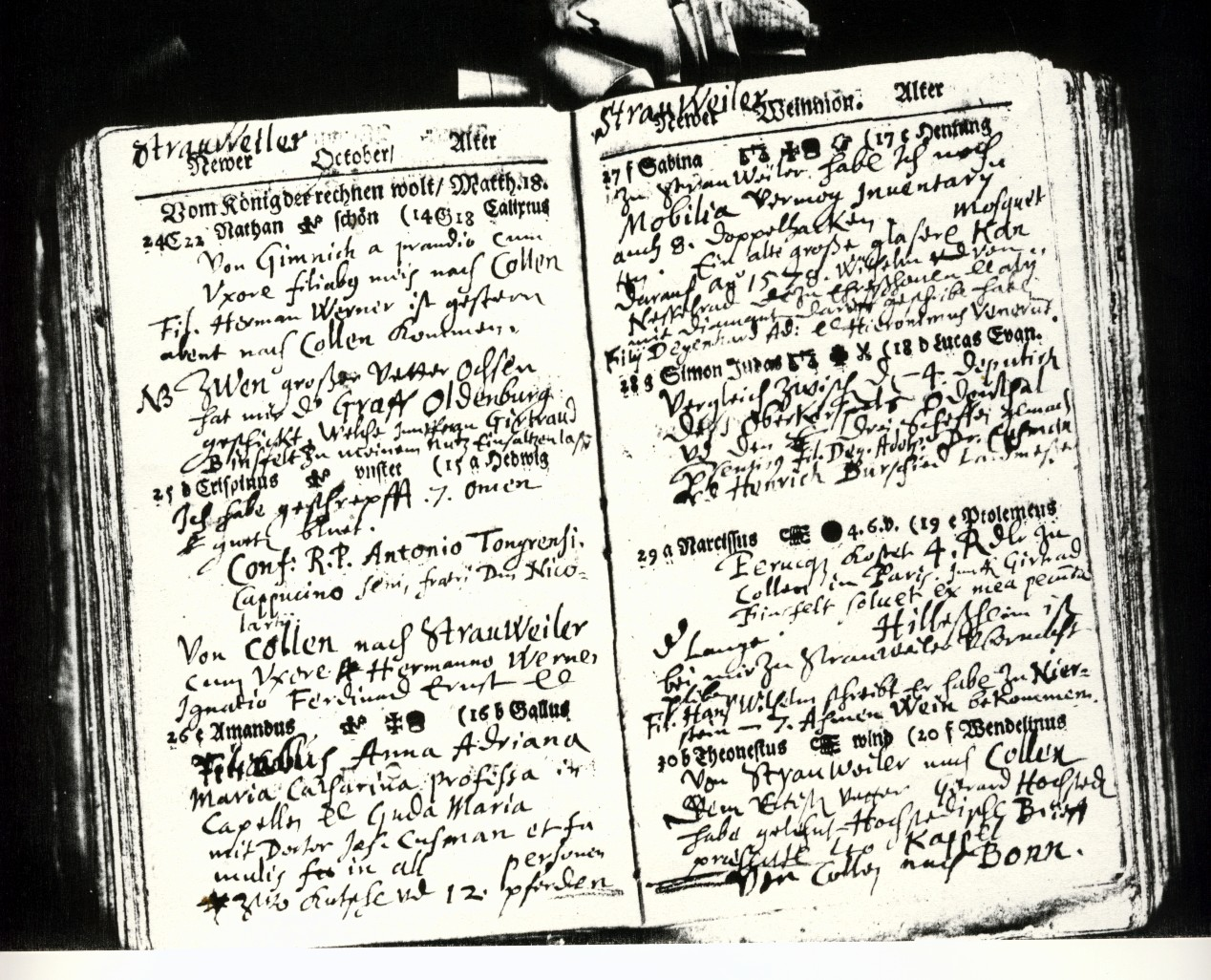
Tagebuchaufzeichnungen Johann Adolfs

Eine wichtige biografische Quelle sind die von Johann Adolf über 45 Jahre geführten Tagebuchaufzeichnungen, die er in so genannten „Schreibkalendern“ vornahm. Es sind Jahreskalender in Buchform, die mit Tagesdatum und Heiligenfesten versehen waren und Raum für eigene Aufzeichnungen boten. Sie geben ein genaues Bild seines beruflichen Aufstiegs, aber auch aufschlussreiche Informationen über den Lebensstil der damaligen Oberschicht wieder. Sie berichten über die Fürstenhöfe in den Residenzstädten und über das Leben in Köln im 17. Jahrhundert sowie das Leben auf Burg Gracht. Die Organisation des Metternichschen Haushalts beschreiben die Aufzeichnungen der Maria Catharina von Hall in den von ihr geführten Haushaltsbüchern. Die Kopiare dokumentieren die Familiengeschichte und die Besitzungen zur Zeit Johann Adolfs.
Eine wichtige Zeitquelle für die Erforschung des Dreißigjährigen Krieges ist die erhaltene Korrespondenz Johann Adolfs mit dem Hause Wittelsbach, den Kölner Kurfürsten, mit Feldherren und hohen geistlichen Würdenträgern wie Franz von Wartenberg.
Vornehmlich die Akten aus der Unterherrschaft Liblar, aus Bliesheim und vor allem die für den Lokalbereich der heutigen Stadt Erftstadt erhaltenen wichtigen Dokumente aus dem Amtsbezirk Lechenich wie die Bürgermeisterrechnungen der ehemaligen Stadt Lechenich und die Rechnungen der Honschaften des Amtes sind für die heutige Forschung im Lokal- und Regionalbereich der Stadt Erftstadt von unschätzbarem Wert.